# الکس رول
الکس رول (انگلیسی: Alex Revell؛ زادهٔ ۷ ژوئیهٔ ۱۹۸۳) بازیکن فوتبال اهل بریتانیا است.
از باشگاه‌هایی که در آن بازی کرده‌است می‌توان به باشگاه فوتبال کمبریج یونایتد، باشگاه فوتبال سوئیندون تاون، باشگاه فوتبال روترهام یونایتد، باشگاه فوتبال کاردیف سیتی، باشگاه فوتبال ساوتند یونایتد، باشگاه فوتبال براینتری تاون، باشگاه فوتبال ویگان اتلتیک، باشگاه فوتبال میلتون کینز دونز، باشگاه فوتبال کترینگ تاون، باشگاه فوتبال برایتون اند هوو آلبیون، باشگاه فوتبال وایکام واندررز، و باشگاه فوتبال لیتون اورینت اشاره کرد.